# Avardaria
Avardaria is een geslacht van uitgestorven weekdieren uit de klasse van de Gastropoda (slakken).

## Soort
- Avardaria andrussovi Ali-Zade, 1932 †